# Centaurea takhtajanii
Centaurea takhtajanii — вид квіткових рослин родини айстрових (Asteraceae). Ареал: Вірменія.

## Морфологічний опис
Це багаторічна рослина з гіллястими стеблами. Листки вузьколінійні, без черешка. Кошики верхівкові, поодинокі. Листочки приквітків невеликі, темно-коричневі, шкірясті, мають 5–9 невеликих колючок приблизно однакової довжини. Папус дуже короткий, довжиною 1,5–2,5 мм.

## Екологія
Росте в середньогірному поясі, на висоті 1600–1800 метрів над рівнем моря, на сухих кам'янистих схилах, в степу і на полях. Цвіте в червні, плодоносить у серпні.

## Стан популяції
Це вид у критичному стані. Відомий з одного флористичного регіону, де зустрічається вкрай рідко, в місцях інтенсивної експлуатації. Площа поширення і проживання менше 10 км². У першому виданні Червоної книги він був занесений до видів, яким загрожує зникнення.